# Trophée européen féminin de rugby à XV 1995
Navigation
Tournoi européen féminin 1988 Trophée européen féminin 1996
La première édition officielle du Trophée européen féminin de rugby à XV reconnu par la FIRA se déroule du 12 avril au 16 avril 1995 à Trévise en Italie.

## Participants
Ce tournoi est constitué de quatre équipes : les équipes d'Espagne, de la France, d'Italie et des Pays-Bas participent à la compétition. La compétition se déroule sous la forme de match à élimination directe.

### Demi-finales
| 12 avril 1995 | France  | 17 - 0 | Pays-Bas | à Trévise |
| 12 avril 1995 | Espagne | 5 - 0  | Italie   | à Trévise |

### Match pour la3eplace
| 16 avril 1995 | Italie | 23 - 19 | Pays-Bas | à Trévise |

### Finale
| 16 avril 1995 | Espagne | 22 - 6 | France | à Trévise |